# Neuwied
Neuwied est une ville d'Allemagne, au nord du Land de Rhénanie-Palatinat, capitale du district de Neuwied.

## Géographie
La ville se trouve sur la rive droite du Rhin, au confluent de la Wied, à environ 15 km au nord de Coblence et à environ 50 km au sud de Bonn.
Contrairement aux autres sections plus étroites de la vallée du Rhin moyen, les pentes des montagnes du bassin de Neuwied reculent de quelques kilomètres. À l’endroit où le Rhin quitte le territoire communal, il coule - selon le niveau de l'eau - à une altitude d'environ 53 m au-dessus du niveau de la mer, ce qui est environ 4 m plus bas qu'à son point d’entrée dans ce même territoire, dont le point culminant d'une altitude de 368,75 m se situe sur la première crête des contreforts du Westerwald, sur le domaine de Rockenfeld.
Le centre-ville, se trouvant sur un ancien bras latéral du Rhin, fut extrêmement exposé aux inondations. Lors de l'inondation la plus importante (celle de 1784), la monté de l’eau dans les rues atteignit plus de quatre mètres. Après trois crues sévères en 1920, 1924 et 1925/1926, on décida de construire une digue pour obstruer la totalité de l'ancien bras fluvial. Cette digue fut achevée en 1931, donnant à la ville le surnom de « Deichsstadt » (ville de la digue).
La ville de Neuwied se compose du centre-ville et des douze districts suivants, chacun étant représenté par un conseil local et un maire : 
- Altwied
- Block
- Engers
- Feldkirchen
- Gladbach
- Heimbach-Weis
- Irlich
- Niederbieber
- Oberbieber
- Rodenbach
- Segendorf
- Torney

Le noyau de Neuwied comprend l'ancienne commune de Heddesdorf, qui est aujourd’hui incorporée dans le centre-ville, sans avoir sa propre administration.
Le lieu de l'ancien village abandonné de Rockenfeld, considéré comme l'origine et l'homonyme de la célèbre famille Rockefeller, appartient également au territoire actuel de la municipalité de Neuwied.

## Histoire
| Appartenances historiques Comté de Wied 1653-1698 Comté de Wied-Neuwied 1698-1806 Duché de Nassau 1806-1815 Royaume de Prusse (Grand-duché du Bas-Rhin) 1815-1822 Royaume de Prusse (Province de Rhénanie) 1822-1918 République de Weimar 1918-1933 Reich allemand 1933-1945 Allemagne occupée 1945-1949 Allemagne 1949-présent |

Il est établi que l’actuel territoire de la ville de Neuwied fut habité par des humains il y a 15.500 ans, comme le démontre le site archéologique du quartier de Gönnersdorf.
Plus tard, Jules César aurait fait sa première traversée du Rhin, qu'il mentionne dans Commentarii de bello Gallico, vers 55 avant notre ère, à l'aide d'un pont pionnier, dont la tête de pont sur la rive droite se trouva sur l’actuelle territoire de Neuwied. Selon l'état général des recherches, il est considéré comme certain que ce premier pont romain fut construit à cet endroit,. Le tracé du Limes de Germanie, la fortification qui délimita l’Empire Romain entre le 1er et 3e siècle de notre ère, traverse également l’actuel territoire de la ville, sur lequel existèrent jadis des forts romains à Heddesdorf et Niederbieber.
Fondée en 1653 par Frédéric III de Wied, la localité de Neuwied est célèbre pour sa tolérance religieuse quand elle reçoit des fugitifs de toute religion : frères moraves, calvinistes, catholiques, mennonites, luthériens, juifs. Parmi eux des huguenots, qui durent fuir la France à la suite des troubles religieux et des persécutions pendant le règne de Louis XIV,.
Neuwied est alors une ville tolerante et indépendante, célèbre pour son ébénisterie dont l'âge d'or est le XVIIIe siècle. L'excellence de ses meubles est si renommée que bon nombre de commandes proviennent d'aristocrates français. Des éléments de mobilier sont notamment aujourd'hui exposés au musée Nissim de Camondo à Paris.
Le 18 avril 1797, durant les guerres de la Révolution, une bataille opposant des troupes françaises, commandées par Lazare Hoche, à des soldats autrichiens s'achève sur la victoire des Français.
La famille princière de Wied demeure encore dans le château au cœur de la ville sur les bords du Rhin. Elle a donné une reine à la Roumanie (Élisabeth de Wied) et un roi à l'Albanie (Guillaume de Wied).

## Politique et administration

### Conseil de la ville
La ville est dirigée par un conseil (Stadtrat) de 48 membres, élus pour cinq ans.
À l'issue des élections de 2024, le conseil est ainsi constitué :
| Parti     | Sièges |
| --------- | ------ |
| CDU       | 13     |
| SPD       | 11     |
| AfD       | 8      |
| Grüne     | 4      |
| BSW       | 3      |
| FWG       | 3      |
| FDP       | 2      |
| Ich tu’s  | 2      |
| Die Linke | 1      |
| WGE       | 1      |

### Maire
Le maire porte le titre d'Oberbürgermeister, donné aux maires de villes de plus de 60 000 habitants.
| Période | Période  | Identité      | Étiquette | Qualité |
| ------- | -------- | ------------- | --------- | ------- |
| 2000    | 2017     | Nikolaus Roth | SPD       |         |
| 2017    | En cours | Jan Einig     | CDU       |         |

## Économie et infrastructure

### Économie
Neuwied est une ville industrielle. L'industrie de matériaux a perdu son importance, mais il y a encore des grandes entreprises métallurgiques et de construction de machines.

### Infrastructure
On accède à Neuwied par les routes nationales B9, B42 et B256. Les autoroutes A3, A48 et A61 sont à quelques kilomètres de Neuwied.
Neuwied se trouve sur la ligne de chemin de fer Cologne-Francfort-sur-le-Main et par la gare de Coblence, on peut voyager vers presque toutes les grandes villes de l'Allemagne.

## Personnalités liées à Neuwied
- Goddard Rockenfeller (1590-1684) né à Neuwied, ancêtre de la famille Rockefeller[8]
- Maximilian zu Wied-Neuwied (1782-1867), né à Neuwied, scientifique.
- Auguste Chauvin (1810-1884), peintre.
- Elisabeth de Wied (Carmen Sylva) (1843-1916), née à Neuwied, reine de Roumanie et poétesse.
- Emilie Hopmann (1845-1926), fondatrice de l'Association des femmes catholiques allemandes, née à Neuwied
- Wilhelm Reinhard (1860-1922), né à Neuwied, théologien et homme politique.
- Guillaume de Wied (1876-1945), né à Neuwied, roi d'Albanie.
- Margarita Broich, (1960- ), né à Neuwied, actrice.
- Mike Rockenfeller, (1983- ), né à Neuwied, pilote automobile.
- Marry (née en 1981), chanteuse allemande